# Щербинін Олександр Андрійович
Олександр Андрійович Щербинін (1791–1876) — російський письменник, перекладач з російської мови. Дійсний статський радник.

## Життєпис
Народився 1791 року. Рано вступивши на військову службу, він незабаром звернув на себе увагу і був зарахований до Генерального штабу Російської імператорської армії. У 1812 та 1814 роках був ад'ютантом при генералі Карлі Толі і залишив записки про похідне життя та військові дії цього часу. Повернувшись до Російської імперії із закордонного походу, вийшов із військової служби і вступив на службу до придворного відомства.
Був возведений до цивільного чину IV класу в табелі про ранги дійсного статського радника, а пізніше у придворний чин III класу гофмаршали Двору Його Імператорської Величності.
Особливий інтерес він виявляв до воєнної літератури. Знаючи досконало французьку та німецьку мови, багато з творів з військової історії він перекладав з російської цими мовами; у тому числі — твір генерала Богдановича «Війна 1813 року за незалежність Німеччини», яке він переклав німецькою мовою і в невеликій кількості екземплярів видав за свої кошти.
Залишивши службу у 1850-х роках, він жив переважно у своєму маєтку в селі Бабаївці, неподалік Харкова, де й помер 18 (30) листопада 1876 року.

## Родина
Батько Андрій Щербинін (1760—1820) — полковник, учень Йогана Віганда, поміщик в с. Бабаївка Харківського повіту Харківської губернії. Мати — Катерина Петрівна Барц (Бартц).